# W-CDMA
W-CDMA, abreviação de Wide-Band Code-Division Multiple Access, é a tecnologia 3G líder  e é usada em redes UMTS e FOMA. É uma tecnologia de interface de rádio de banda larga que provê velocidades de dados muito superiores - até 2 Mbit/s [carece de fontes?]. Permite o uso mais eficiente do espectro de rádio, se comparado a outras técnicas de rádio disponíveis anteriormente[falta fonte e explicação técnica].
Com taxas de velocidades de transmissão de dados até 100 vezes superiores às das redes móveis de geração anterior[fonte?], sistemas W-CDMA habilitam uma nova geração de serviços que misturam diferentes elementos de mídia, incluindo voz, vídeo, som digital, cor, imagens e animações.
Ele foi projetado desde o início para tratar serviços de multimídia que demandam grande largura de banda, ou seja, serviços de Internet móvel. Estes serviços são acessados pelos usuários por meio de uma grande variedade de aparelhos, incluindo telefones móveis, PDAs, palm pilots e laptops.
Foi adotado como padrão pelo ITU (União Internacional de Telecomunicação) com o nome de "IMT-2000 direct spread".
As pricipais evolucões do padrão W-CDMA são chamados HSDPA que proporciona velocidade maxima de 14,4Mbit/s no download e o HSUPA que permite velocidade de upload maxima de 5,76Mbit/s, quando juntos formam o HSPA.
1. ↑  http://www.anatel.gov.br/institucional/noticias/noticia-dados-01/1392-telefonia-movel-registra-queda-de-um-milhao-de-linhas-2